# Навчально-науковий інститут «Інститут геології» Київського національного університету імені Тараса Шевченка
Навчально-науковий інститут «Інститут геології» (ННІ «Інститут геології») — структурний підрозділ Київського національного університету імені Тараса Шевченка. Створений 1944 року як геологічний факультет Київського університету. 2014 року було реорганізовано в Навчально-науковий інститут «Інститут геології». З 2019 року посаду директора інституту посідає доктор геологічних наук Сергій Вижва.
Навчально-науковий інститут «Інститут геології» представлений 7 кафедрами:
- загальної та історичної геології;
- геології родовищ корисних копалин;
- мінералогії, геохімії та петрографії;
- геофізики;
- гідрогеології та інженерної геології;
- геоінформатики;
- геології нафти і газу.

У межах інституту діють геологічний музей, інформаційно-обчислювальний сектор, науково-дослідні лабораторії.
Геологічний музей спочатку був заснований у 1834 році як Мінералогічний кабінет кафедри мінералогії та геогнозії Університету Святого Володимира. На початок 1837 року він вже нараховував 19 362 зразків мінералів, гірських порід та скам'янілих решток. 1948 року реорганізований у Мінералогічний та Палеонтологічний музеї, а в 1997 році дані музеї були об'єднані у Геологічний музей. Експонується близько 10 тисяч зразків мінералів, гірських порід, скам'янілих решток фауни і флори.

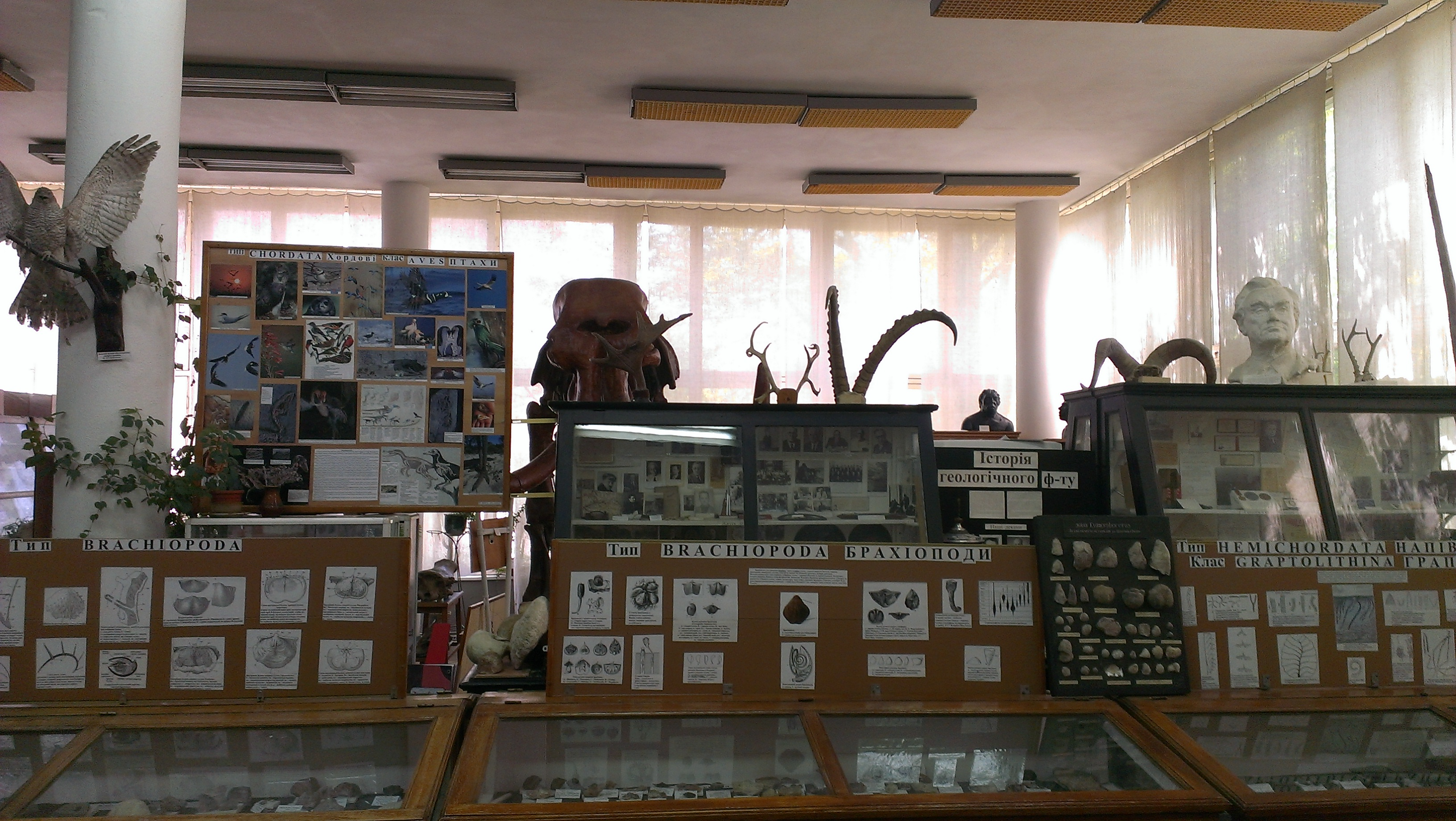
Експозиція геологічного музею
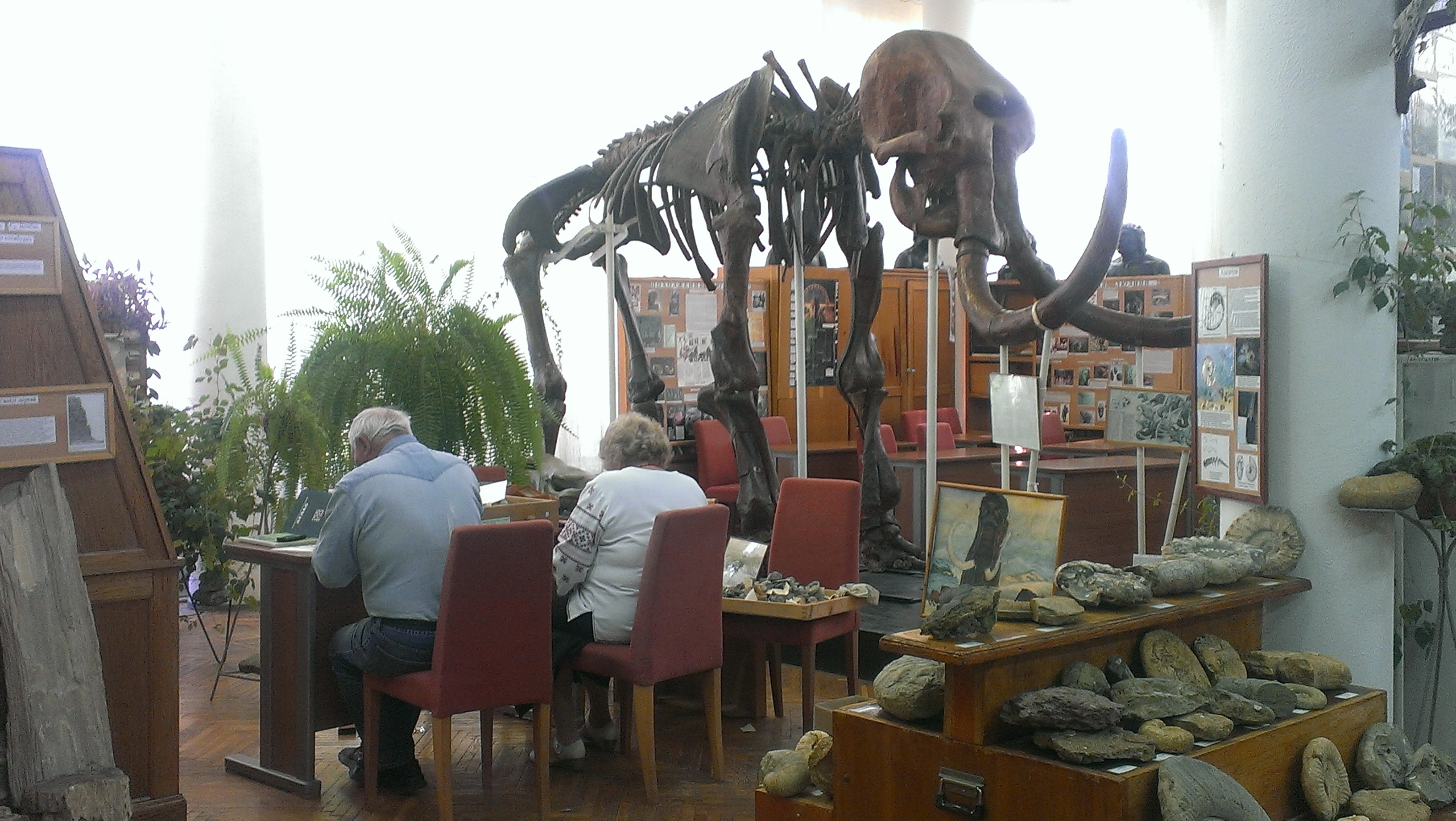
Експонат мамонту

## Наукові видання інституту
- Вісник Київського національного університету імені Тараса Шевченка. Серія Геологія